# Сан-Мікеле-Мондові
Сан-Мікеле-Мондові (італ. San Michele Mondovì, п'єм. San Michel) — муніципалітет в Італії, у регіоні П'ємонт,  провінція Кунео.
Сан-Мікеле-Мондові розташований на відстані близько 470 км на північний захід від Рима, 80 км на південь від Турина, 28 км на схід від Кунео.
Населення — 2039 осіб (2014).
Щорічний фестиваль відбувається 29 вересня. Покровитель — Santa Giustina.

## Демографія
Населення за роками:

Станом на 1 січня 2023 року в муніципалітеті офіційно проживало 258 іноземців з 32 країн, серед них 48 громадян країн Євросоюзу та 1 громадянин України.

## Сусідні муніципалітети
- Лезеньо
- Момбазільйо
- Монастероло-Казотто
- Нієлла-Танаро
- Торре-Мондові
- Вікофорте